# Уилсон, Клод
Клод Уильям Уилсон (англ. Claude William Wilson; 12 мая 1858 — 29 июня 1881) — английский футболист и крикетист. Выступал за футбольные клубы «Оксфорд Юниверсити» и «Олд Брайтонианс», а также за национальную сборную Англии.

## Образование
Уроженец Банбери (Оксфордшир), Уилсон окончил Брайтонский колледж. Выступал за футбольную команду колледжа с 1876 по 1877 год, в последний год своего обучения там был капитаном команды. Затем поступил в Эксетерский колледж Оксфордского университета. С 1879 по 1881 год выступал за футбольную команду университета.

## Футбольная карьера
18 января 1879 года Уилсон сыграл за национальную сборную Англии в её первой игре против сборной Уэльса. Игра прошла в плохую погоду: газон был покрыт несколькими дюймами снега, всю игру шёл мокрый снег, что сказалось на посещаемости: на матч пришли около 100 человек. Капитаны обеих команд согласились сыграть два тайма по 30 минут. Англичане выиграли со счётом 2:1.
В сезоне 1879/80 Клод Уилсон помог своей команде дойти до финала Кубка Англии, в котором «Оксфорд Юниверсити» проиграл «Клэпем Роверс» со счётом 0:1.
12 марта 1881 года Уилсон провёл свой второй матч за сборную Англии, на этот раз — против сборной Шотландии. Англичане разгромно проиграли шотландцам со счётом 1:6. Больше Уилсон в сборную не вызывался.
Также он выступал за «Олд Брайтонианс» и за футбольную команду Сассекса. Чарльз Олкок в «Футбольном ежедневнике» 1882 года так описал Клода Уилсона: «великолепный защитник, с сильным ударом, очень быстрый и активный… его неожиданная кончина в июне вызвала глубокое сожаление у всех, кто его знал».

### Крикетная карьера
Помимо футбола играл в крикет первого класса. В июне 1881 года сыграл за крикетную команду «Оксфорд Университи» в матче против «джентльменов Англии».
Также играл за крикетный клуб графства Суррей.

## Смерть
В июне 1881 года во время крикетного матча потерял сознание от солнечного удара и вскоре умер. Ему было 23 года.

## Достижения
«Оксфорд Юниверсити»
- Финалист Кубка Англии: 1880